# Верхацький Микола Полієвктович
Верхацький Микола Полієвктович (01 грудня 1899, с. Андріївка Лубенського району Полтавської губернії — 8 березня 1968, Одеса) — український акушер-гінеколог, доктор медичних наук (1940), професор.

## Життєпис
Народився в селянській родині. Протягом 1909—1918 рр. навчався у Миргородській чоловічій гімназії, після закінчення якої протягом шести місяців працював завідувачем статистичного відділу біржі праці у Миргороді. У 1920—1921 рр. перебував у лавах Червоної Армії.
У 1921 р. Микола Верхацький вступив до Харківського медичного інституту, який успішно закінчив у 1926 р. Дипломна робота майбутнього науковця була присвячена питанням ретродевіації матки. Під час навчання в медичному інституті одночасно працював контролером типографії Державного видавництва України. Трудову діяльність продовжив у сільській місцевості, де протягом 1926—1928 рр. працював завідувачем дільничних лікарень в с. Куприянівка Запорізької області та Шипувате Харківської області. Він також активно включився в громадське життя, обираючись депутатом сільських рад. У 1928 р. М. П. Верхацький став членом Харківського медичного товариства. Продовжуючи своє навчання, у 1928—1930 роках проходив інтернатуру при акушерсько-гінекологічній клініці Харківського медичного інституту. У 1930 р. Микола Полієвктович вступив до аспірантури вищезгаданого інституту, яку він успішно закінчив у 1933 р..
Після закінчення аспірантури М. П. Верхацький розпочав свій науковий шлях. В 1934 році він захистив наукову роботу на тему «Про утворення штучного сфінктера при нетриманні сечі у жінок» в Раді професорів Харківського медичного інституту під керівництвом видатного вченого Олександра Емільовича Мандельштама, яка була відзначена премією та місячним науковим відрядженням.
У 1933—1938 рр. М. П. Верхацький активно працював у Харківському медичному інституті асистентом, а згодом доцентом акушерсько-гінекологічної клініки. Одночасно за сумісництвом працював в Інституті проблем ендокринної патології та Охорони материнства та дитинства (Харків). У 1935 р. вчений вперше в СРСР запропонував метод аутопластичної пересадки ендометрію. Цей винахід відкрив нові можливості у лікуванні гінекологічних захворювань і засвідчив його високий науковий авторитет. У 1937 р. М. П. Верхацький успішно захистив кандидатську дисертацію на тему «Збереження менструальної функції при видаленні матки». Його дослідження були відзначені премією, що свідчить про значний внесок у галузь акушерської та гінекологічної медицини. Того самого року М. П. Верхацькому було присуджено науковий ступінь кандидата медичних наук.
У серпні 1938 р. Микола Полієвктович Верхацький був обраний завідувачем кафедри акушерства і гінекології Вінницького державного медичного інституту в результаті конкурсу, що свідчило про його високі кваліфікаційні характеристики та визнання серед професійного співтовариства. Він активно працював на цій посаді до 25 вересня 1939 року, вдосконалюючи рівень підготовки студентів, що підтверджено наказом від 21 червня 1939 р., де кафедра отримала перше місце в інституті за цим показником.
Упродовж 1939—1944 рр. В. П. Верхацький очолював кафедру акушерства та гінекології Дагестанського медичного інституту. У 1939 р. він був обраний головою Президії Дагестанського товариства акушерів-гінекологів і головою комітету пологової допомоги Дагестанської АРСР, що підкреслювало його авторитет в медичній громадськості регіону.
5 квітня 1940 р. в Ленінградському інституті вдосконалення лікарів він успішно захистив докторську дисертацію на тему «Аутопластична пересадка ендометрію». Того самого року Микола Полієвктович був затверджений у вченому званні професора кафедри акушерства і гінекології Дагестанського медичного інституту. Під час роботи в інституті професор М. П. Верхацький проявив себе як досвідчений та кваліфікований фахівець і лектор, організовуючи навчальний і лікувальний процес на високому рівні. Він також обіймав посаду завідувача акушерсько-гінекологічної клініки Дагестанського медичного інституту, де активно проводив науково-дослідну роботу разом із своїми колегами. М. П. Верхацький також проводив науково-дослідну роботу в евакошпиталі.
У жовтні 1944 р. Микола Полієвктович повернувся до Вінницького державного медичного інституту, де знову очолив кафедру акушерства та гінекології. У червні 1946 р. його перевели до Львівського державного медичного інституту, де він працював до 1948 р. У 1946—1948 рр. він обіймав посаду заступника директора Львівського інституту охорони материнства та дитинства (нині Інституту спадкової патології АМНУ). В цей період М. П. Верхацький опублікував статті, присвячені хірургічному лікуванню раку шийки матки, питанням профілактики та терапії безпліддя у жінок.
У 1948—1949 рр. М. П. Верхацький працював на кафедрі акушерства та гінекології Донецького державного медичного інституту. Упродовж 1950—1953 рр. він обіймав посаду завідувача кафедри акушерства та гінекології Станіславського державного медичного інституту (нині Івано-Франківський національний медичний університет). Упродовж 1953—1958 рр. М. П. Верхацький очолював кафедру акушерства та гінекології педіатричного факультету Одеського державного медичного інституту. В цей період вивчав питання знеболення та прискорення пологів у породіль. У 1954 р. вийшла його монографія «Вагітність і роди у літніх первородящих».
Упродовж життя Микола Полієвктович Верхацький опублікував понад 60 наукових праць, серед яких дві монографії, підготував трьох кандидатів та одного доктора медичних наук. Проводив активну суспільну роботу, неодноразово обирався головою Наукового товариства акушерів-гінекологів. За успішну педагогічну, наукову та суспільну діяльність був нагороджений Орденом Трудового Червоного Прапору і медаллю «За доблесну працю у Великій Вітчизняній війні 1941—1945 рр.».
Микола Полієвктович Верхацький пішов із життя у березні 1968 р. Його наукова діяльність і відкриття залишаються цінним спадком для майбутніх поколінь медиків і науковців .

## Наукова та лікарська діяльність
Упродовж 1930-х рр. М. П. Верхацький видав численні наукові праці, серед яких варто відзначити статті «Вплив аутотрансплантації ендометрію на функцію яєчників після екстирпації матки», «До терапії гіпооваріальних розладів грязями у поєднанні з деякими гормонами», «Лікування запальних процесів жіночої статевої сфери грязебійогальванізацією на бердянському курорті». Ці дослідження демонстрували його інноваційний підхід до лікування різних гінекологічних захворювань і впливали на практику медичної допомоги. Працюючи у Вінницькому державному медичному інституті, Микола Полієвктович вперше на практиці застосував метод аутотрансплантації ендометрію. Науковець набагато раніше зарубіжних вчених запропонував доволі простий і ефективний метод гомотрансплантації ендометрію для лікування важких форм аменореї та безпліддя у жінок, особливо у випадках, коли інші методи лікування були безрезультатними.
Наприкінці 1930-х років М. П. Верхацький зацікавився можливістю збереження частини ендометрію при видаленні матки і активно вивчав це питання, користуючись порадами і вказівками свого вчителя, професора О. Е. Мандельштама. Науковець розробив методи лікування, які мали важливе значення для практикуючих лікарів, оскільки шляхом органозберігаючої операції при збереженні частини ендометрію вдавалося попередити втрату однієї з найважливіших функцій жіночого організму — менструації.
Характерною рисою наукової діяльності професора М. П. Верхацького був постійний пошук нових методів лікування запальних захворювань статевої сфери, зокрема, з використанням грязей у комбінації з деякими гормонами, десенсибілізації, аутоуринотерапії та ін. Особливу увагу заслуговують праці, присвячені використанню статевих гормонів, препаратів плаценти та пуповини з терапевтичною метою. Наукові дослідження М. П. Верхацького здійснені під час Другої світової війни, стосувалися питань використання плацентарної та ретроплацентарної крові у практиці евакошпиталей. Вчений розробив нові препарати з ретроплацентарної крові, вивчав вплив препаратів плаценти на загоєння переломів кісток у поранених, дію плацентарної крові в поєднанні з деякими лікарськими препаратами для лікування дизентерії у дітей.
Під час роботи на кафедрі акушерства та гінекології Станіславського державного медичного інституту (нині Івано-Франківського національного медичного університету) М. П. Верхацький працював над удосконаленням методики аутотрансплантації ендометрію при ранньому клімаксі та для лікування безпліддя. За його ініціативи було організовано лабораторію з вивчення сперматоуричної реакції (Галлі-Мейніні).
У 1961 р. вийшла друком книга М. П. Верхацького «Запобігання передчасному старінню жінок», в якій у доступній широкому загалу формі описано чинники, які прискорюють процеси старіння жіночого організму. Крім того, в книзі було наведено дані про те, як попередити передчасне старіння жінок, зокрема, значна увага приділялася питанням раціонального харчування, застосування фізичних вправ, а також лікуванню та профілактиці основних гінекологічних захворювань. У 1964 р. побачила світ монографія вченого «Профилактика раннего климакса и лечения бесплодия женщин пересадкой эндометрия», в якій автор підсумував свій багаторічний досвід застосування аутопластичної пересадки ендометрію. Цей метод лікування М. П. Верхацький застосовував при видаленні матки з метою попередження раннього клімаксу та збереження менструацій. Великий досвід, накопичений при застосування цієї операції, та вивчення окремих результатів переконали автора в доцільності й необхідності застосування аутопластичної пересадки ендометрію, зокрема, при видаленні матки з приводу фіброміоми. В книзі також було викладено новий, простий і ефективний метод гомотрансплантації ендометрію для лікування безпліддя і аменореї у жінок, над яким вчений працював багато років.

## Праці М.П.Верхацького
- Верхацкий Н. П. Аутопластическая пересадка эндометрия (клиника и эксперимент): монография для врачей / Н. П. Верхацкий. — Махачкала: Даггиз, 1940. — 120 с.
- Верхацький М. П. Вагітність і роди у літніх первородящих / М. П. Верхацький, С. І. Трегуб. — Київ: Держмедвидав УРСР, 1954. — 156 с.
- Верхацький М. П. Запобігання передчасному старінню жінок / М. П. Верхацький. — Київ: Держмедвидав УРСР, 1961. — 80 с.
- Верхацкий Н. П. Предупреждение преждевременного старения женщин: монография / Н. П. Верхацкий. — К. : Гос. мед. изд-во УССР, 1963. — 131 с.
- Верхацкий Н. П. Профилактика раннего климакса и лечение бесплодия женщин пересадкой эндометрия: монография / Н. П. Верхацкий. — К. : Здоров'я, 1964. — 133 с.